# Nón ba tầm
Le nón ba tầm (« chapeau de trois coudées ») est un chapeau plat traditionnel vietnamien fait à partir de palmier. Il est également appelé le nón quai thao (nón « chapeau » quai « sangle » thao « pompons ») et se distingue du chapeau conique nón tơi.

## Histoire

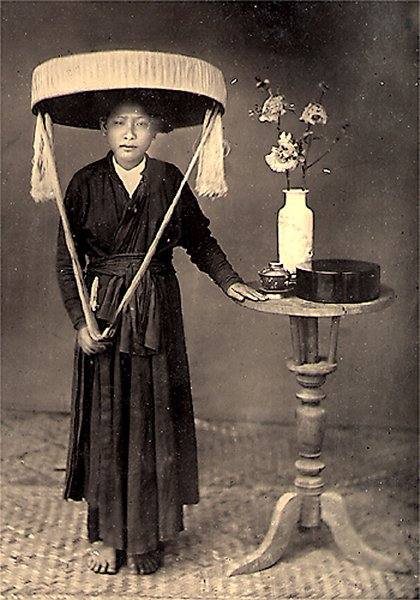
Femme en robe áo ngũ thân avec chapeau nón ba tầm.

Le nón ba tầm était traditionnellement porté au Vietnam par les femmes, comme accessoire de mode élégant, par opposition aux vêtements plus fonctionnels associés aux travaux agricoles. Jusqu'au début du XXe siècle, ce chapeau était très répandu dans le nord du Vietnam.
Le chapeau, lorsqu'il était porté par des médiums, avait traditionnellement des ornements en argent suspendus à des cordons de soie autour du bord. Un autre nom pour le chapeau est nón thúng.